# CA Paris-Charenton
Cercle Athlétique de Paris Charenton – francuski klub piłkarski z siedzibą w Charenton-le-Pont i Maisons-Alfort. 

## Historia
Cercle Athlétique de Paris Charenton został założony 1891 jako Nationale de Saint-Mandé. W 1986 w klubie utworzono sekcje piłkarską, która przyjęła nazwę FC Paris. W 1906 klub połączył się z l'Union Sportive de Paris XII i l'Athlétic Club tworząc nowy klub CA Paris. W 1920 osiągnął największy sukces w swojej historii zdobywając Puchar Francji po zwycięstwie 2-1 w finale z Le Havre AC. W 1927 CA Paris zdobył mistrzostwo Francji. W 1928 klub dotarł do finału Pucharu Francji, gdzie uległ 1-3 Red Star Paryż. W 1932 uzyskał status zawodowy i przystąpił do premierowego sezonu ligi francuskiej. W premierowym sezonie CA Paris zajęło w grupie B Première Division piąte miejsce.
W następnym sezonie klub zajął ostatnie, czternaste miejsce i został zdegradowany. Potem w latach 1934–1963 CA Paris występowało Division 2. W 1963 klub stracił status zawodowy. W 1964 klub połączył się z SO Charentonnais tworząc Cercle Athlétique de Paris Charenton. Klub szybko spadał w piłkarskiej hierarchii i 1966 został zdegradowany z V ligi. Do chwili obecnej CA Paris-Charenton występuje w lokalnych rozgrywkach, obecnie w 2 Division Grupa B District Val-de-Marne, które są dwunastą klasą rozgrywkową we Francji.

## Sukcesy
- mistrzostwo Francji: 1928.
- Puchar Francji: 1920.
- finał Pucharu Francji: 1928.
- 2 sezony w Première Division: 1932-1934.

## Znani piłkarze w klubie
| - Jean Laurent - Marcel Langiller - Lucien Laurent - Alfred Aston | - Joseph Bossi - Milner Ayala - Fousseiny Tangara - Mamady Sidibe |

## Sezony wPremière Division
| Sezon   | Uzyskane Miejsce |
| ------- | ---------------- |
| 1932-33 | 5 w gr. B        |
| 1933-34 | 14 (spadek)      |